# لاهانیا
لاهانیا (به انگلیسی: Lahannya) خواننده-ترانه‌پرداز سابق اهل انگلیس می‌باشد. وی خوانندهٔ اصلی گروهٔ خودش به‌همراهٔ لوتس یملر می‌بود.